# Casa i Fàbrica Esteva Calo
La casa i fàbrica Esteva Calo, juntament amb la fàbrica Genís, són una obra de Palafrugell (Baix Empordà) protegida com a Bé Cultural d'Interès Local.

## Descripció
Les dues fàbriques veïnes formen un conjunt d'arquitectura industrial del suro que ha quedat dins del nucli urbà.
La fàbrica Genís, als carrers Cervantes/Progrés, s'estructura entorn d'un petit pati interior que dona directament al portal. Té un cos d'edifici més vell que la resta, de dues plantes i teulats a dos pendents, amb volta de maó als baixos. La resta del conjunt és formada per ales d'una planta i un cos de dues plantes que s'allarguen pel carrer del Progrés i té un pati posterior.
La fabrica Esteva, als carrers Serra i Avellí / Progrés, és més reduïda i s'estructura en sales d'una sola planta i finestres alineades a l'entorn d'un pati irregular el qual dona a la portalada exterior.
Adossada a la fàbrica hi ha la casa Esteva, als carrers Serra i Avellí / Botines, de tres plantes i tres eixos amb façana decorada amb esgrafiats; té obertures rectangulars amb forja decorada a les baranes de finestrals. Sobre la porta hi figura l'any 1903.

## Història
La fàbrica Esteva manté la seva funció original de fàbrica de taps.
La fàbrica Genís desaparegué com a indústria i fou adquirida per l'Ajuntament. Una part, al carrer Progrés, ha estat remodelada de forma respectuosa amb l'edifici, per a serveis socials i part del centre cívic.